# Distretto di Namasia

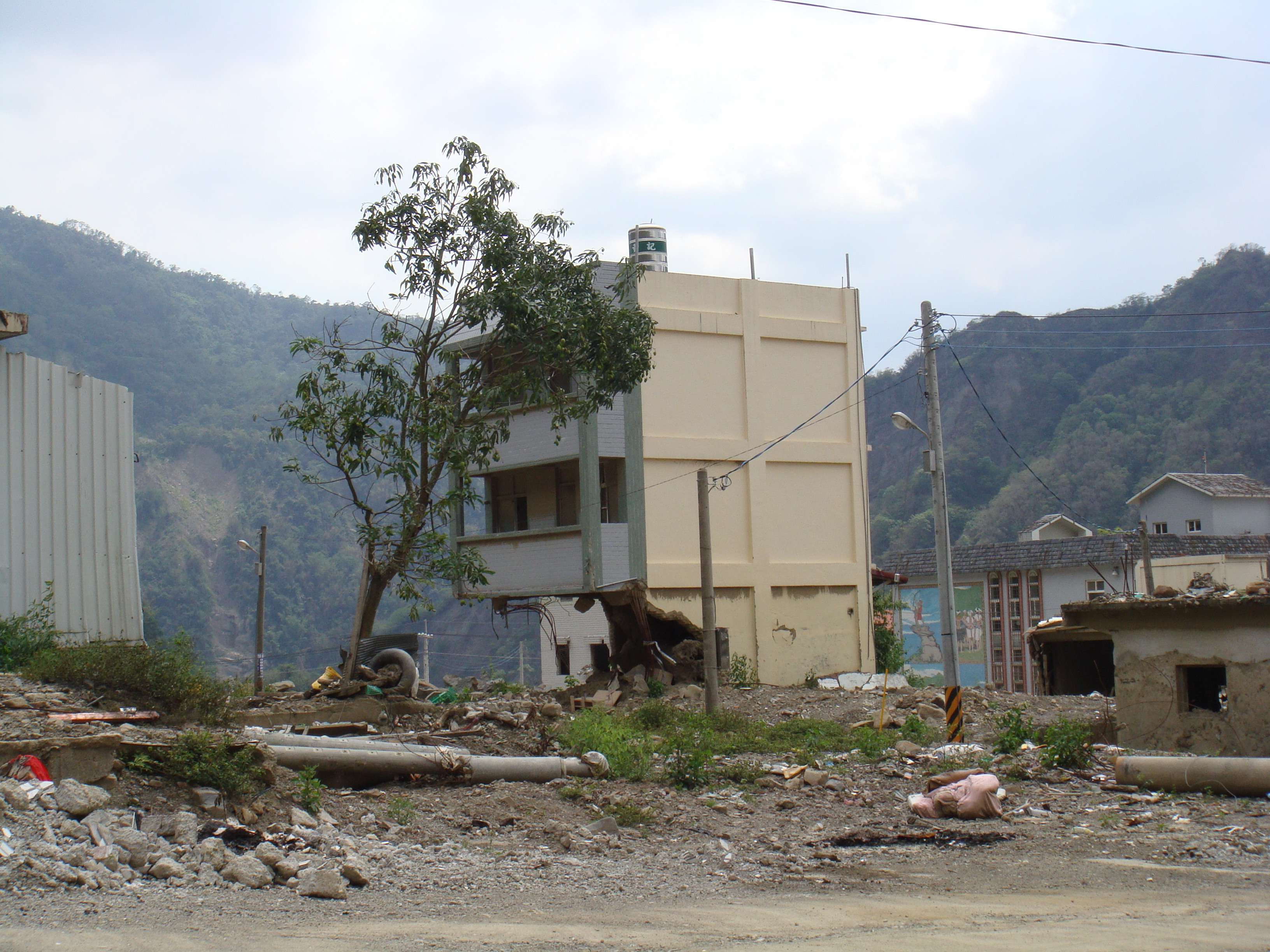
Il distretto di Namasia dopo il passaggio del disastrodo Tifone Morakot (agosto 2009)

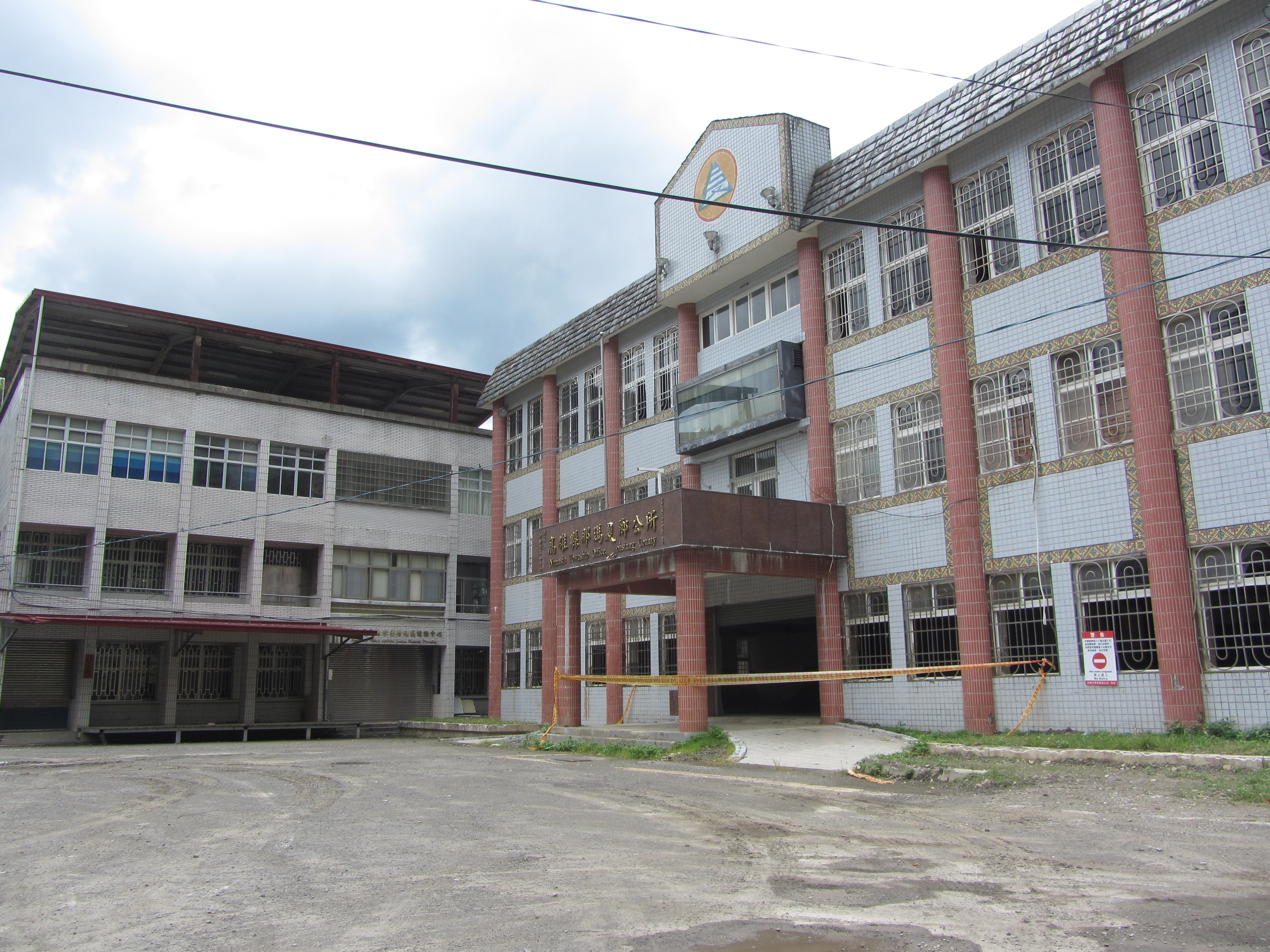
Namasia District office dopo l'alluvione provocata dal tifone

Il distretto di Namasia (Lingua tsou: Namasia; Cinese mandarino: 那瑪夏區), anticamente Sānmín Xiāng (三民鄉), è un distretto suburbano  nel nord-est della regione di Kaohsiung.

## Nome
Il 1 ° gennaio 2008, l'allora borgata appartenente alla contea di Kaohsiung ha cambiato il nome da  Sanmin a  Namasia, in quanto il nome Sanmin (tratto dal libro di Sun Yat-sen,  I tre principi del popolo), era considerato un nome eccessivamente politicizzato. Il nome Namasia è stato scelto, in quanto è il nome di un fiume locale nella lingua tsou, mentre, in lingua Bunun significa "meglio".
La popolazione del distretto è in maggioranza di etnia Bunun con una sostanziale minoranza Tsou.

## Storia
Durante il periodo del dominio giapponese, Namasia venne unita coi distretti di Maolin e di Tauyuan e classificata come "Terra Selvaggia" (蕃地), appartenente alla prefettura di Takao.

## Geografia fisica
Il distretto è montuoso e popolato principalmente da aborigeni taiwanesi. La maggior parte dei residenti sono cristiani.
Il punto più basso del distretto si trova nella valle del fiume Qishan, a 430 metri sul livello del mare; il più alto è la cima del monte Xinwangling (新 望 嶺), a 2.481 metri.
C'è abbondante fauna selvatica: 29 specie di mammiferi, 97 specie di uccelli, 30 tipi di rettili, 16 anfibi e 18 pesci. Ci sono anche 89 specie di farfalle.

## Geografia antropica

### Suddivisioni amministrative
Il distretto di Namasia è diviso in tre villaggi:
- Nangisalu  (南沙魯里)
- Maya (瑪雅里)
- Takanua (達卡努瓦里)[2]

| Divisioni amministrative del distretto di Namasia |
| Takanua Village Maya Village Nangisalu Village    |